# Franz Theodor Wangenheim
Franz Theodor Wangenheim (auch: Franz Theodor Wangenreim) (Pseudonym: Albert Adolf Zeune) (* 7. März 1805 in Pattensen bei Hannover; † 4. Oktober 1848) war ein deutscher Schriftsteller.

## Leben
Franz Theodor Wangenheim war der Sohn des Juden Israel Kohn Wangenreim. Er hat sich, wahrscheinlich um das Jahr 1827, in Hameln auf den Namen Wangenheim taufen lassen und den christlichen Glauben angenommen. 1830 heiratete er in Braunschweig Dorothea Grodrian († 1833), sie hatten einen gemeinsamen Sohn, Albert Adolf Franz Wangenheim, der vermutlich in München geboren wurde. Am 17. Juli 1843 heiratete er in Zwickau in zweiter Ehe Karoline Günther aus Pattensen, dies soll kurz nach seiner Entlastung aus der Arbeitsanstalt erfolgt sein, in der er zwei Jahre einsaß. Anfang Februar 1848 wurde er verhaftet, weil er entgegen einem ausgesprochenen Verbot nach Leipzig gereist war und dort unter seinem Pseudonym auftrat, am 19. Februar 1848 wurde er zu vierzehntägiger Haft verurteilt und am 8. März mit der Eisenbahn von Leipzig über Magdeburg nach Hamburg gebracht.
Vermutlich lebte er seit 1838 in Hamburg und hat sich in seinen letzten Lebenstagen in Altona aufgehalten. Er lebte von der Schriftstellerei und schrieb historische Romane. 1848 starb er an der Cholera.

## Werke (Auswahl)
- Anna Hyde und die Stuart's. Braunschweig: Meyer, 1833 (aus der Serie Die letzten Stuart's)
- Blood von Heath. Braunschweig : Meyer, 1833 (aus der Serie Die letzten Stuart's")
- Effie oder das Grab von Southwoldbay. Braunschweig : Meyer, 1833 (aus der Serie Letzten Stuart's)
- Hofrath Bummelbein und seine Freunde – Novelle. Ludwigsburg Nast 1833
- Die Polinn 1 "Der Malachowski-Jäger". Braunschweig Meyer sen. 1833
- Die Polinn 2 "Ostrolenka". Braunschweig Meyer sen. 1833
- Die Polinn 3 "Die Heimathlosen". Braunschweig Meyer sen. 1833
- Ritter Homburg vom Hils, oder Rache und Vergeltung historisch-romantisches Gemälde aus den Zeiten der Kreuzzüge. Braunschweig Meyer sen. 1833
- Der Dachdecker von Maidstone. Braunschweig Meyer 1834
- Der Financier Law. Braunschweig Meyer 1834
- Historische und Phantasie-Gemälde. Braunschweig : G.C.E. Meyer, 1834
- Der Jude des neunzehnten Jahrhunderts. Leipzig Wigand 1835
- Der Dominicaner. Hamburg: Hoffmann und Campe, 1836.
- Der Gott. Leipzig : Hartleben, 1836
- Der Hof zu Palermo. Hamburg: Hoffmann und Campe, 1836 (aus der Serie Mönch)
- Die Luftschiffer – Novelle aus dem Schattenreiche. Hamburg Hoffmann und Campe 1836
- Dr. Francia: Analytisch-historischer Roman. Hamburg : Berendsohn, 1836.
- Hakkem Ben Haschem: historischer Roman aus der Jugendzeit des Khalifen Harrun Al Raschid / "Der Gott". Leipzig 1836.
- Hakkem Ben Haschem: historischer Roman aus der Jugendzeit des Khalifen Harrun Al Raschid / "Der Ommiade". Leipzig 1836.
- Hakkem Ben Haschem: historischer Roman aus der Jugendzeit des Khalifen Harrun Al Raschid / "Die Abbasside". Leipzig 1836.
- Johanna von Flandern. Hamburg: Hoffmann und Campe, 1836.
- Die Räuber – Roman nach Friedrich von Schillers Trauerspiel: Die Räuber. Hamburg : Berendsohn, 1837.
- Der blinde Feldherr. Leipzig: J. J. Weber, 1838.
- Die Bünde. Hamburg: Hoffmann und Campe, 1838 (aus der Serie Schwertler von Zürich)
- Die Eidgenossen. Hamburg: Hoffmann und Campe, 1838 (aus der Serie Schwertler von Zürich)
- Herr und Knecht. Altona: Hammerich, 1838 (aus der Serie Jacob von Molay der letzte Templer)
- Historische Novellen. Hamburg: Berendsohn, 1838
- Johann Ziska. Leipzig: Weber 1838
- König Philipp. Altona: Hammerich, 1838 (aus der Serie Jacob von Molay der letzte Templer)
- Rudolph Stüssi. Hamburg: Hoffmann und Campe, 1838. (aus der Serie Schwertler von Zürich)
- St Jean d'Angeli. Altona : Hammerich, 1838 (aus der Serie Jacob von Molay der letzte Templer)
- Der Rebell. Leipzig : Wienbrack, 1839
- Die Perle von Zion. Leipzig Weber 1839
- Die Zeitgenossen. Leipzig Wuttig 1839
- Weibertreu und Fürstenwort. Leipzig: Wienbrack, 1839.
- Aus den Papieren eines Selbstmorders : Ben Lee oder "eine Emancipation der Juden ist nicht denkbar". Leipzig : H. Franke, 1840
- Der Spion. Leipzig: Melzer 1840
- Die Schlacht bei Leipzig. Leipzig 1840 (aus der Serie Spion)
- Die Schlacht bei Wagram. Leipzig, 1840 (aus der Serie Spion)
- Die Seelenverkäufer: Nach Thatsachen unserer Tage, historisch romantisch dargestellt. Braunschweig: Verlag G.C.E. Meyer sen., 1841
- Der Kerkermeister. Leipzig: Beijer, 1842.
- Paul Flemming, oder die Gesandschaftsreise nach Persien. Leipzig, 1842
- Der Frauenspiegel. Zwickau Verein Verbreitung gutes u. wohlfeiler Volkschriften 1843
- Die Höllen-Kur – Novelle. Zwickau, 1843.
- Magdeburg und Breitenfeld. Magdeburg : Falckenberg, 1843.
- Der Baiernherzog. Magdeburg: Falckenberg, 1844  (aus der Serie: Partisan des dreißigjährigen Krieges)
- Die Juristen: eine Komödie in 5 Aufzügen. Magdeburg, 1844
- Die Schlacht bei Lützen. Magdeburg: Falckenberg, 1844
- Kaiser Ferdinand. Magdeburg: Falckenberg, 1844 (aus der Serie: Partisan des dreißigjährigen Krieges)
- Der Egoist: Original-Schauspiel in 5 Aufzügen. Altona, 1845
- Dramatisches. Cassel: Hotop, 1846.
- Marguerite Mercier: Novelle aus der Criminal-Rechts-Pflege in Frankreich 1697-1701. Braunschweig : G.C.E. Meyer sen., 1846
- Schleswig-Holstein. Schleiz Bockelmann 1846
- Der letzte Sachse – historische Novelle. Halberstadt Lindequist & Schönrock 1847
- Ein Jude des 19. Jahrhunderts: ein Charaktergemälde neuerer Zeit. Wien : J. Stöckholzer von Hirschfeld's Verlagshandlung, 1848